# TEAM SHACHI
TEAM SHACHI(팀 샤치, チームシャチ)는 스타더스트 프로모션 예능 3부 주니어 부문(3B junior)에 소속 중 나고야 출신 멤버에 의해, 결성한 일본의 여성 아이돌 그룹이다. 원래 그룹명은 팀 샤치호코(チームしゃちほこ, Team Syachihoko). 모모이로 클로버 Z 등의 그룹과 함께 STAR PLANET(통칭 스타프라)를 구성한다.

## 개요
모모이로 클로버 Z, 시리츠에비스추가쿠에 이어 자매 그룹으로서 2012년 4월 7일 나고야성에서 노상 데뷔. 멤버는 모두 아이치현 출신으로 나고야 거주의 고등학생 (2014년 현재) 멤버 6명으로 구성되어 있으며, 나고야를 거점으로 활동하고 있다.
2012년 9월에는 첫 투어가 되는「팀 샤치호코 제1회 나고야 메이저 데뷔 투어 ~10관왕에 시야치는 된다!~」을 개최해 10월에는 워너 뮤직 재팬에서 나고야 메이저 데뷔했다. 그리고 8개월 후인 2013년 6월에는「수도 이전 계획(首都移転計画)」에서 전국 메이저 데뷔를 이룬다.
2018년 10월 23일부터 그룹명을 팀 샤치호코에서 TEAM SHACHI(팀 샤치)로 바뀌었다.
2025년 2월 28일, 동년 12월 말을 기해 그룹을 해산하는 것을 발표. 나고야시 내에서 개최될 예정의 원맨 라이브를 기해 활동을 종료하게 된다.

## 구성원
이름, 생년월일, 이미지 컬러, 전원 아이치현 출신
- 오구로 유즈키(大黒 柚姫, 1997년 7월 18일(28세)) - 보랏빛 퍼플(가), 최연장자, 리더
- 사쿠라 나오(咲良 菜緒, 1997년 9월 10일(27세)) - 메리지 블루, 서브리더
- 아키모토 호노카(秋本 帆華, 1997년 11월 15일(27세)) - 나고야 레드
- 사카모토 하루나(坂本 遥奈, 1999년 2월 2일(26세)) - 닭날개 키미도리, 최연소

### 전 구성원
- 안도 유즈(安藤 ゆず, 1997년 9월 26일(27세)) - 포니 핑크
  - 2016년 9월 29일 졸업.
- 이토 치유리(伊藤 千由李, 1998년 1월 24일(27세)) - 우이로우 옐로우
  - 2018년 10월 22일 졸업.

## 음반

### 싱글
팀 샤치호코
| 순서 | 타이틀                                            | 의미                                        | 발매일           | 최고순위 |
| ---- | ------------------------------------------------- | ------------------------------------------- | ---------------- | -------- |
| 1    | 恋人はスナイパー / ごぶれい! しゃちほこでらックス | 애인은 저격수 / 브레이! 샤치호코 데라어쿠스 | 2012년 8월 24일  | -        |
| 2    | トリプルセブン                                    | 트리플 세븐                                 | 2012년 8월 24일  | -        |
| 3    | ザ・スターダストボウリング                        | 더 스타더스트 볼링                          | 2012년 10월 31일 | 17       |
| 4    | 首都移転計画                                      | 수도 이전 계획                              | 2013년 6월 19일  | 11       |
| 5    | 愛の地球祭                                        | 사랑의 지구제                               | 2013년 10월 30일 | 5        |
| 6    | いいくらし                                        | 이이쿠라시                                  | 2014년 5월 14일  | 2        |
| 7    | シャンプーハット                                  | 샴푸 해트                                   | 2014년 12월 10일 | 4        |
| 8    | 天才バカボン                                      | 천재 바카본                                 | 2015년 5월 13일  | 4        |
| 9    | Cherie!                                           | 쉐리!                                       | 2016년 4월 7일   | 2        |
| 10   | ULTRA 超 MIRACLE SUPER VERY POWER BALL            | 울트라 초 미라클 슈퍼 베리 파워볼           | 2016년 8월 3일   | 8        |
| 11   | JUMP MAN                                          | 점프맨                                      | 2018년 2월 28일  | 8        |

TEAM SHACHI
| 순서 | 타이틀                             | 의미                          | 발매일          | 최고순위 |
| ---- | ---------------------------------- | ----------------------------- | --------------- | -------- |
| 1    | Rocket Queen feat. MCU / Rock Away | 로켓 퀸 feat. MCU / 록 어웨이 | 2019년 10월 2일 | 6        |

라이브 회장한정판
- 恋人はスナイパー / ごぶれい! しゃちほこでらックス (2012년 4월 26일)
- トリプルセブン (2012년 7월 7일)
- 乙女受験戦争 (2012년 12월 24일)
- 乙女受験戦争 Another War (2013년 4월 7일)
- 時計じかけのユニットたち vol.1 愛知県体育館盤 (2013년 12월 21일)
- 時計じかけのユニットたち vol.2 (2015년 5월 9일)
- 怪獣トットト / じりじり夏活委員会 feat. しまじろう (2015년 9월 16일)
- 時計じかけのユニットたち vol.3 (2016년 8월 31일)

착신 선행
- 大好きっ! (2014년 2월 14일, iTunes 선행) - 팀 샤치호코
- Rock Away (2019년 7월 5일, iTunes 선행) - TEAM SHACHI
- SURVIVOR SURVIVOR / MAMA (2020년 8월 29일) - TEAM SHACHI
- JIBUNGOTO (2020년 12월 31일) - TEAM SHACHI
- HONEY / AWAKE (2021년 5월 5일) - TEAM SHACHI
- HORIZON (2022년 1월 12일) - TEAM SHACHI
- 舞頂破 (2022년 9월 23일) - TEAM SHACHI
- 光 (2022년 10월 23일) - TEAM SHACHI
- 沸き曲 (2023년 10월 30일) - TEAM SHACHI
- おとなりさん (2023년 12월 3일) - TEAM SHACHI
- 翔け抜けてスターマイン (2025년 7월 22일) - TEAM SHACHI

콜라보레이션
- BURNING FESTIVAL (2018년 8월 29일) - 팀 샤치호코×RADIO FISH
- I's PRIDE (2023년 3월 1일) - 샤치 플레 (シャチフレ) (TEAM SHACHI & 커밍 플레이버)
- かいじん (2023년 5월 19일) - 샤치 플레 (シャチフレ) (TEAM SHACHI & 커밍 플레이버)

### 앨범
팀 샤치호코
| 순서 | 타이틀           | 의미      | 발매일          | 최고순위 |
| ---- | ---------------- | --------- | --------------- | -------- |
| 1    | ひまつぶし       | 심심풀이  | 2014년 8월 20일 | 3        |
| 2    | おわりとはじまり | 끝과 시작 | 2017년 2월 22일 | 10       |

TEAM SHACHI
| 순서 | 타이틀                   | 의미                         | 발매일          | 최고순위 |
| ---- | ------------------------ | ---------------------------- | --------------- | -------- |
| 1    | TEAM                     | 팀                           | 2022년 2월 16일 | 6        |
| 2    | 笑う門には服着る         | 웃는 문에는 옷을 입는다      | 2024년 2월 14일 | -        |
| 3    | 待ち合わせに、飽きもと。 | 만날 때는, 질릴 수밖에 없다. | 2024년 8월 7일  | -        |

착신 한정
- チームしゃちほこ 入門編 (2014년 7월 2일, iTunes 한정) - 팀 샤치호코
- チームしゃちほこ 実用編 (2015년 7월 24일, iTunes 한정) - 팀 샤치호코
- 浅野EP (2021년 9월 3일) - TEAM SHACHI
- かいじん (2023년 5월 19일) - 샤치 플레 (シャチフレ) (TEAM SHACHI & 커밍 플레이버)

### 미니 앨범
팀 샤치호코
| 순서 | 타이틀         | 의미   | 발매일           | 최고순위 |
| ---- | -------------- | ------ | ---------------- | -------- |
| 1    | いいじゃないか | 되잖아 | 2015년 9월 30일  | 6        |
| 2    | ええじゃないか | 좋잖아 | 2015년 10월 28일 | 3        |

TEAM SHACHI
| 순서 | 타이틀                                               | 의미                                               | 발매일           | 최고순위 |
| ---- | ---------------------------------------------------- | -------------------------------------------------- | ---------------- | -------- |
| 1    | TEAM SHACHI                                          | 팀 샤치                                            | 2019년 2월 13일  | 5        |
| 2    | 舞いの頂点を極めし時、私達は如何なる困難をも打ち破る | 춤의 정점을 찍을 때, 우리는 어떤 어려움도 물리친다 | 2022년 11월 23일 | 6        |
| 3    | AWAiTiNG BEAR                                        | 기다리는 곰                                        | 2023년 6월 28일  | 43       |
| 4    | 待ち合わせに、飽きもと。                             | 만날 때는 질릴 수밖에 없다.                        | 2024년 8월 7일   | -        |
| 5    | DERA Journey!!!!                                     | 데라 져니!!!!                                      | 2025년 9월 22일  | -        |

### 베스트 앨범
팀 샤치호코
| 순서 | 타이틀               | 의미                 | 발매일           | 최고순위 |
| ---- | -------------------- | -------------------- | ---------------- | -------- |
| 1    | しゃちBEST 2012-2017 | 샤치베스트 2012-2017 | 2017년 10월 18일 | 6        |

### DVD/Blu-ray
- 初ワンマンライブ（決）〜君への想い時期尚早〜 (2013년 4월 24일)
- ZeppZeppHep World Premium Japan Tour 2013 〜見切り発車は蜜の味〜 (2013년 8월 14일)
- チームしゃちほこサマーフェスティバル2013 〜略して"しゃちサマ♪" (2013년 12월 4일)
- 3Bjunior LIVE FINAL 俺の藤井 2014 (2014년 4월 23일)
- チームしゃちほこ愛の地球祭り 2013 in 愛知県体育館 (2014년 5월 28일)
- しゃちサマ2014～神々の祭り～at 日本武道館 (2014년 12월 24일)
- 鯱詣 2015 at 愛知県体育館 (2015년 5월 27일)

## 같이 보기
- 모모이로 클로버 Z
- 시리츠에비스추가쿠
- 밧텐쇼죠타이
- 초 도키메키 센덴부
- 아메후라시
- ukka
- 이키나리 토호쿠산
- LumiUnion
- 스타프라 연구생